# 대물렌즈

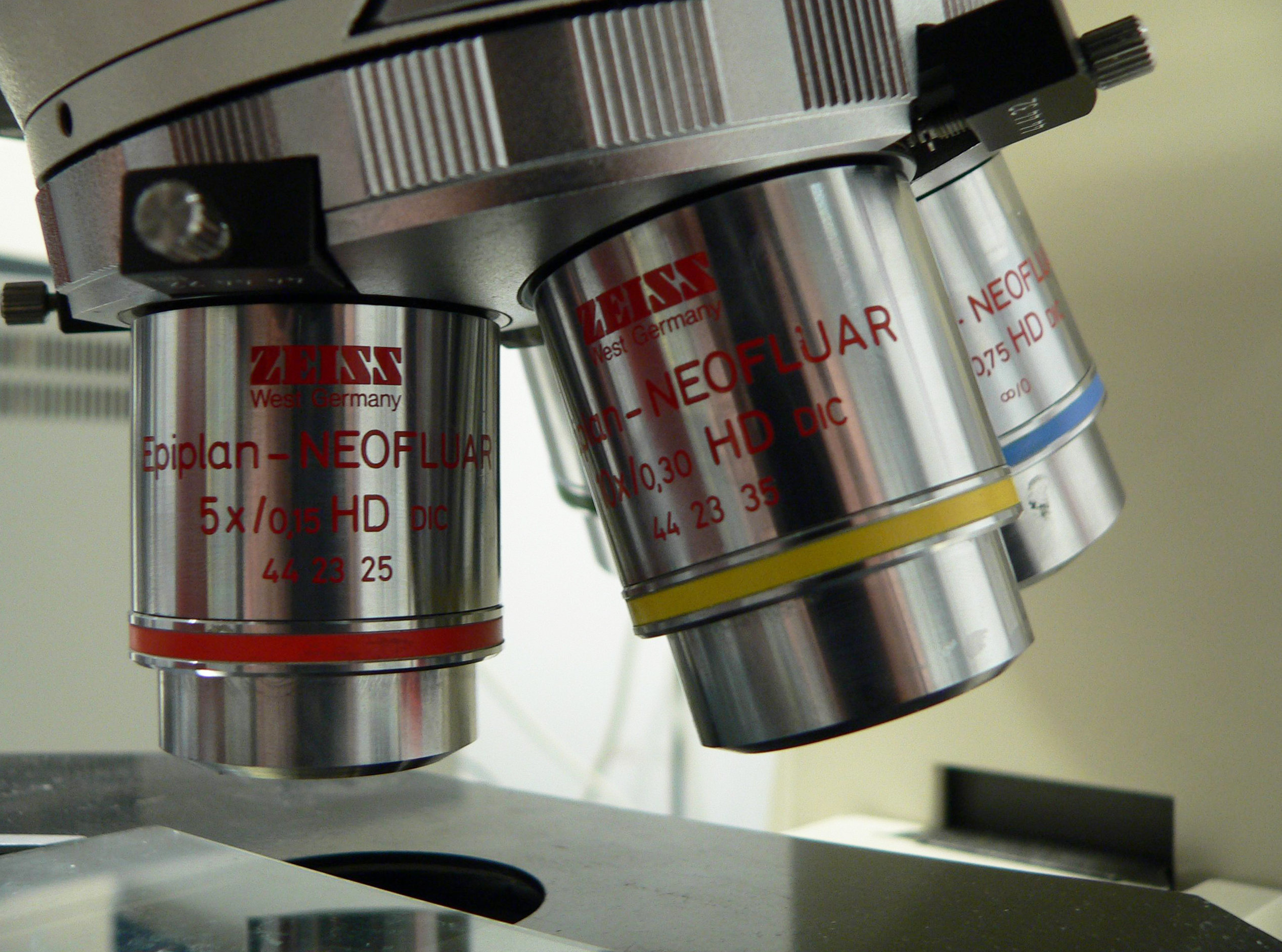

대물렌즈(objective, object lenses)는 광학공학 분야에서 관찰되는 물체로부터 빛을 모으고 그로부터 나오는 광선을 집중시켜 물체의 실상을 생성하는 광학 요소이다. 대물렌즈는 단일 렌즈나 거울일 수도 있고 여러 광학 요소의 조합일 수도 있다. 이것들은 현미경, 쌍안경, 망원경, 사진기, 슬라이드 영사기, CD 플레이어 및 기타 여러 광학 기기에 사용된다.

## 현미경의 대물 렌즈
현미경의 대물렌즈는 시료 근처 바닥에 있는 렌즈이다. 간단히 말해서 초점 거리가 매우 짧은 매우 높은 출력의 돋보기이다. 표본의 빛이 현미경 튜브 내부에 초점을 맞추도록 검사 대상 표본에 매우 가까이 가져간다. 대물렌즈 자체는 일반적으로 유리로 만들어진 하나 이상의 렌즈를 포함하는 원통형이다. 그 기능은 샘플에서 빛을 수집하는 것이다.

## 같이 보기
- 에텐듀